# فرنسيسكو غارسيا (لاعب كرة قدم)
فرنسيسكو غارسيا (بالإسبانية: Francisco Javier García)‏ (4 أبريل 1991 بباراغواي - ) هو لاعب كرة قدم باراغواياني في مركز الهجوم.

## وصلات خارجية
- فرنسيسكو غارسيا (لاعب كرة قدم) على موقع قاعدة بيانات كرة القدم.إي يو (الإنجليزية)
- فرنسيسكو غارسيا (لاعب كرة قدم) على موقع Soccerway.com (الإنجليزية)
- فرنسيسكو غارسيا (لاعب كرة قدم) على موقع AS.com (الإسبانية)